# Alexandru Mesian
Alexandru Mesian (ur. 22 stycznia 1937 w Baia Mare, zm. 11 marca 2023 w Lugoj) – rumuński duchowny katolicki obrządku bizantyjskiego, biskup eparchii Lugoju w latach 1995–2023.

## Życiorys
8 maja 1965 otrzymał święcenia kapłańskie.

## Episkopat
20 lipca 1994 synod Rumuńskiego Kościoła Greckokatolickiego wybrał go na biskupa koadiutora eparchii Lugoju, papież Jan Paweł II zatwierdził ten wybór. Sakry biskupiej udzielił mu 8 września 1994 arcybiskup Lucian Mureșan.
20 listopada 1995 przejął rządy w diecezji po przejściu na emeryturę poprzednika.